# Narcissus magnenii
Narcissus magnenii är en amaryllisväxtart som beskrevs av Georges Rouy. Narcissus magnenii ingår i släktet narcisser, och familjen amaryllisväxter. Inga underarter finns listade i Catalogue of Life.